# The Mikado
The Mikado, or The Town of Titipu (O Mikado, ou A Cidade de Titipu, em inglês), é uma ópera cómica (também conhecida como ópera Savoy) em dois atos, com música de Arthur Sullivan e libreto de W. S. Gilbert.

## História
Foi estreada no Savoy Theatre, em Londres, e teve tanto sucesso que a produção original teve 672 récitas durante quase dois anos. A criação da obra é retratada no filme Topsy-Turvy, e que se configurou como um dos maiores sucessos da parceria entre o libretista e o compositor. Nos Estados Unidos é sucesso até hoje em teatros da Broadway e, junto com Os Piratas de Penzance, essa opereta ainda é encenada com frequência em escolas inglesas e norte-americanas. A popularidade de O Mikado nestes países é tanta que não é raro encontrar citações aos seus personagens e às canções em filmes, musicais, seriados de televisão e mesmo em desenhos animados. Até ao final de 1885, estima-se que, na Europa e na América, pelo menos 150 companhias de ópera a produziram. Continua a ser especialmente popular em produções amadoras e acadêmicas, inclusive no Brasil.  

## Brasil
Em 2004, no Theatro São Pedro, em São Paulo foi encenada pelo Núcleo Universitário de Ópera. As récitas aconteceram nos dias 24, 25 e 26 de junho de 2004 no Theatro São Pedro, em São Paulo, com grande sucesso de público. Em julho do mesmo ano, a convite do Centro Cultural do SESI, O Mikado foi apresentado em forma de concerto, com a platéia do Teatro Popular do SESI completamente tomada pelo público. O sucesso foi tanto que a reestreia da produção em sua forma completa parecia natural. Assim, em setembro de 2004 o Theatro São Pedro voltou a lotar, em mais três récitas. Os cantores do Núcleo Universitário de Ópera que protagonizaram a montagem foram: João Paulo Ribas (Mikado), Ossiandro Brito e Lucas Vanzelli (revezando-se no papel de Nenki-Poo), Glaucivan Gurgel (como Ko-Ko), Amadeu Góis (Pooh-Bah), Marcos Fernandes (Pish-Tush), Cristine Guse (Katisha), Ludmila de Carvalho (Yum-Yum), Flávia Tunchel (Pitti-Sing) e Daniela Vega (Peep-Bo). Coro formado pelo Núcleo Universitário de Ópera e pelo Caracoral, dirigidos por Vítor Gabriel. A direção de arte ficou a cargo de Adriana Salema. A direção cênica, musical e a regência ficaram a cargo do Maestro Paulo Maron. 
Em abril de 2011 a ópera foi apresentada, sob a coordenação da Professora Denise Sartori e Regência: do Prof. Paulo Demarchi, por ocasião do 63º aniversário da Escola de Música e Belas Artes do Paraná, em Curitiba. Ambientada no que parecia ser exótico para a Inglaterra Vitoriana o exótico Japão do século XIX, com um enredo irônico, no melhor estilo do humor inglês, valendo-se do contraste entre o estereótipo de um imperador absolutista japonês e os costumes do cotidiano inglês do final da era vitoriana. O  segredo do sucesso não está apenas na feliz união entre o humor inglês e o visual japonês que confere à obra um charme todo especial, mas na estreita relação entre o elaborado texto de W. S. Gilbert e a música de Sullivan, que possui sofisticação e qualidade técnica impecáveis. 